# Châtenois (Haute-Saône)
Châtenois ist eine Gemeinde im französischen Département Haute-Saône in der Region Bourgogne-Franche-Comté.

## Geographie
Châtenois liegt auf einer Höhe von 321 m über dem Meeresspiegel, drei Kilometer ostsüdöstlich von Saulx und etwa 14 Kilometer nordöstlich der Stadt Vesoul (Luftlinie). Das Dorf erstreckt sich im zentralen Teil des Départements, östlich des Beckens von Saulx, an leicht erhöhter Lage östlich der Niederung des Ruisseau de Châteney, am Fuß der Höhen des Bois de Vaugirard.
Die Fläche des 5,75 km² großen Gemeindegebiets umfasst einen Abschnitt in der gewellten Landschaft zwischen dem Becken von Saulx im Westen und der Ebene von Lure im Osten. Von Norden nach Süden wird das Gebiet von der Alluvialniederung des Ruisseau de Châteney durchquert. Er sorgt für die Entwässerung zur Colombine, welche die südliche Abgrenzung markiert. Die Talniederungen liegen auf durchschnittlich 280 m und weisen eine Breite von maximal einem Kilometer auf. Landwirtschaftliche Nutzung herrscht hier vor.
Nach Osten erstreckt sich das Gemeindeareal über den Hang von Châtenois bis auf den angrenzenden, in Nord-Süd-Richtung langgezogenen Höhenrücken. Er ist von der Waldung des Bois de Vaugirard bedeckt. Mit 413 m wird auf dieser Hochfläche die höchste Erhebung von Châtenois erreicht. In geologisch-tektonischer Hinsicht wird das Gebiet von mehreren in Nord-Süd-Richtung verlaufenden Störungslinien zergliedert. Das Gelände besteht aus einer Wechsellagerung von sandig-mergeligen und kalkigen Sedimenten, die während der Lias (Unterjura) abgelagert wurden. An einigen Orten tritt auch Muschelkalk aus der mittleren Trias zutage.
Nachbargemeinden von Châtenois sind Châteney im Norden, Adelans-et-le-Val-de-Bithaine und La Creuse im Osten, Velleminfroy und Colombotte im Süden sowie Creveney und Saulx im Westen.

## Geschichte
Das Gebiet um Châtenois war bereits in vorgeschichtlicher Zeit bewohnt. Die frühesten Zeugnisse der Anwesenheit des Menschen stammen aus dem Neolithikum. Auch aus gallorömischer Zeit sind Spuren eines Siedlungsplatzes vorhanden. Urkundlich erwähnt wird Châtenois im 13. Jahrhundert. Der Ortsname leitet sich vom französischen Wort châtaigne (Kastanienbaum) ab. Im Mittelalter gehörte das Dorf zur Freigrafschaft Burgund und darin zum Gebiet des Bailliage d’Amont. Lange Zeit bildeten Châtenois und Châteney zusammen ein Lehen, das den Herren von Faucogney gehörte. Das Schloss befand sich in Châtenois. Erst im 16. Jahrhundert, nach der Zerstörung des Schlosses, wurden die beiden Ortschaften getrennt. Zusammen mit der Franche-Comté gelangte Châtenois mit dem Frieden von Nimwegen 1678 definitiv an Frankreich. Heute ist Châtenois Mitglied des 17 Ortschaften umfassenden Gemeindeverbandes Communauté de communes du Pays de Saulx.

## Sehenswürdigkeiten
Die Dorfkirche von Châtenois wurde im 19. Jahrhundert neu erbaut. Zu ihrer Ausstattung gehören eine reich skulptierte Kanzel, Wappen der Adelsfamilie von Châtenois und ein großes Gemälde der Auferstehung Christi (18. Jahrhundert). Nur spärliche Überreste des ehemaligen Schlosses, darunter ein Portal (18. Jahrhundert) sind erhalten. Im Ortskern befindet sich ein Lavoir aus Buntsandstein, das 1890 errichtet und 1998 restauriert wurde. Es diente einst als Waschhaus und Viehtränke.

## Bevölkerung
| Jahr                       | 1962 | 1968 | 1975 | 1982 | 1990 | 1999 | 2006 |
| Einwohner                  | 91   | 104  | 97   | 112  | 108  | 126  | 130  |
| Quellen: Cassini und INSEE |      |      |      |      |      |      |      |

Mit 117 Einwohnern (1. Januar 2022) gehört Châtenois zu den kleinen Gemeinden des Département Haute-Saône. Nachdem die Einwohnerzahl in der ersten Hälfte des 20. Jahrhunderts deutlich abgenommen hatte (1881 wurden noch 273 Personen gezählt), wurde seit Mitte der 1970er Jahre wieder ein leichtes Bevölkerungswachstum verzeichnet.

## Wirtschaft und Infrastruktur
Châtenois ist noch heute ein vorwiegend durch die Landwirtschaft (Ackerbau, Obstbau und Viehzucht) und die Forstwirtschaft geprägtes Dorf. Außerhalb des primären Sektors gibt es nur wenige Arbeitsplätze im Ort. Einige Erwerbstätige sind deshalb Wegpendler, die in den größeren Ortschaften der Umgebung und in der Agglomeration Vesoul ihrer Arbeit nachgehen.
Die Ortschaft liegt abseits der größeren Durchgangsachsen an einer Departementsstraße, die von Velleminfroy nach Genevrey führt. Eine weitere Straßenverbindung besteht mit Saulx. Durch das Gemeindegebiet verläuft die Eisenbahnlinie von Belfort nach Vesoul. Der nächste Bahnhof befindet sich in Creveney.